# 1836 en architecture
| Années de l'architecture : 1833 - 1834 - 1835 - 1836 - 1837 - 1838 - 1839    |
| Décennies de l'architecture : 1800 - 1810 - 1820 - 1830 - 1840 - 1850 - 1860 |

Cet article présente les faits marquants de l'année 1836 en architecture.

## Réalisations

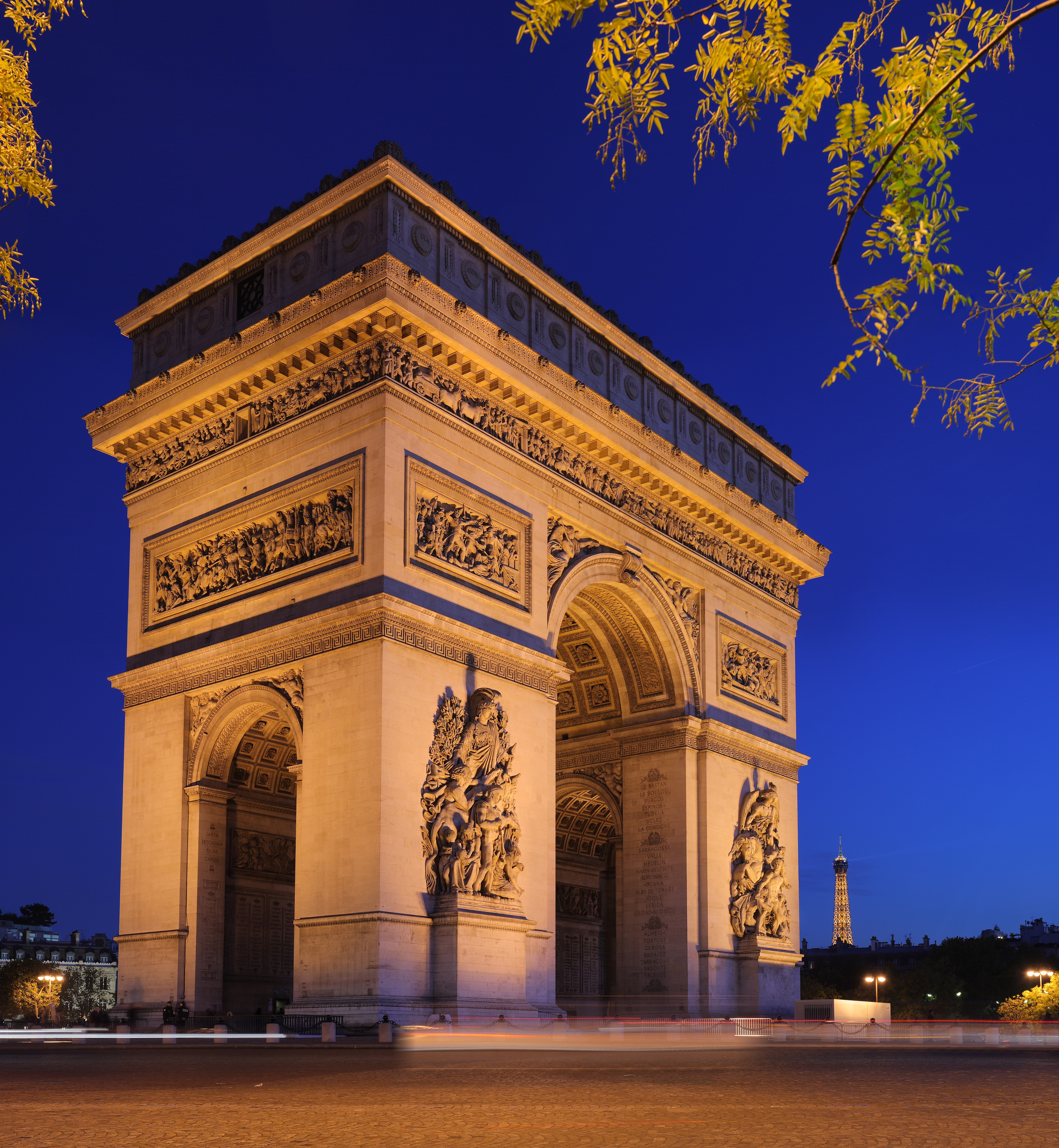
Arc de triomphe de l'Étoile

- Fin des travaux de l'Arc de triomphe de Paris dont la construction avait été entreprise par Napoléon Ier en 1806.
- Construction de la plantation Glynnwood à Glynn près de Pointe Coupée en Louisiane, mis sur la liste du Registre national des lieux historiques.
- Reconstruction de la coupole de la cathédrale de Zacatecas au Mexique.
- Achèvement de la serre mexicaine du Jardin des plantes, œuvre de Charles Rohault de Fleury, commencée en 1834.
- L'architecte britannique Charles Barry conçoit le nouveau Palais de Westminster dans le style néogothique.

## Événements
- 29 juillet (France) : inauguration de l'Arc de triomphe de l'Étoile, (Place de l'Étoile).
- 25 octobre : érection de l'obélisque de la place de la Concorde.

- A.W.N. Pugin publie son Contrasts, un traité sur la morale de l'architecture gothique catholique.

## Récompenses
- Prix de Rome : Louis Boulanger et Jean-Jacques Clerget.

## Naissances
- 12 mai : Ernest Sanson († 15 janvier 1918).

## Décès
- x